# إذن عبور البحر المتوسط

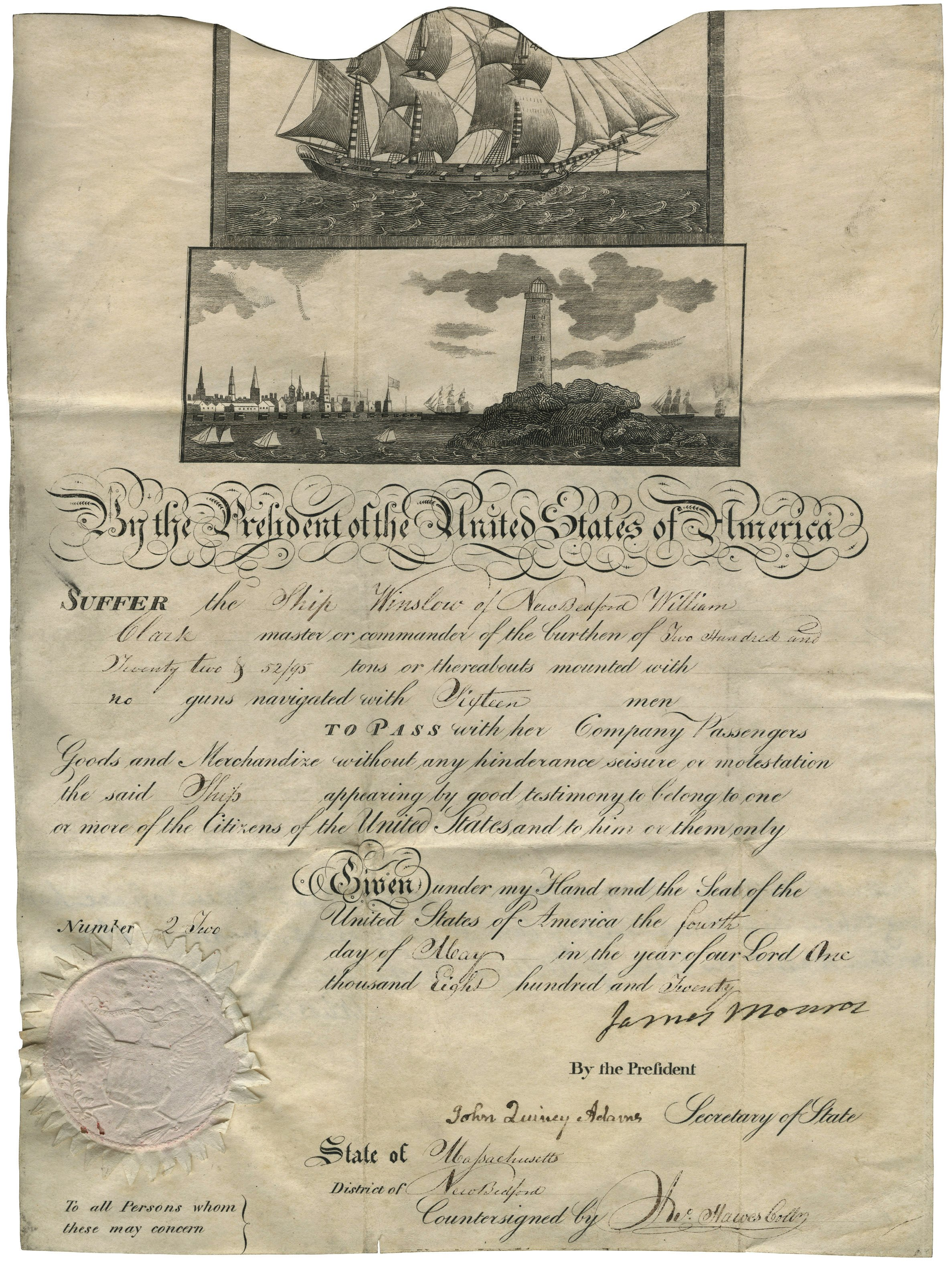
تصريح عبور أمريكي لعبور البحر المتوسط يعود تاريخه لعام 1820

يُشير إذن عبور البحر المتوسط (أو تصريح عبور البحر المتوسط، الاسم المُستخدم في الولايات المتحدة) إلى الوثيقة التي تُحدد أن السفينة محمية بموجب المعاهدة الموقَّعة مع الدول والإمارات الإسلامية التي تتبنى وتحمي نشاط الجهاد البحري. كانت هذه الدول التي تُعرف عند الغرب باسم القراصنة العرب الجزائريين تطلب من الدول الأخرى دفع جزية مقابل السماح لسفن تلك الدول بالعبور بدون أسر هذه السفن أو الطاقم الموجود عليها. وكانت هذه التصاريح تهدف إلى تحديد السفن التي يتوفر لها العبور الآمن.
وكان يتم قطع الحافة العلوية من الوثيقة البريطانية على شكل نتوءات غير منتظمة للتأكيد على أصالتها. ويتم إرسال الجزء المقطوع من الوثيقة إلى المسؤولين على طول الساحل البربري بحيث يقوم مسؤولو السفن الحربية في هذه الموانئ بمقارنة الجزء المقطوع بحواف الوثيقة. كذلك اعتمدت الولايات المتحدة الأمريكية تصميمًا مشابهًا. وأشار ريتشارد أوبراين، القنصل الأمريكي العام في الجزائر، إلى ضرورة كتابة محتوى الوثيقة على ورق أكثر سمكًا (أو رقائق من الجلد) ووضعها في وعاء من الصفيح لضمان المطابقة بشكل أفضل بين الوثيقة والجزء المقطوع منها (واقترح كذلك أن ترفع السفن العلم الأمريكي بدلاً من علم كل ولاية على حدة).
وكان من بين الدول التي عُرفت باستخراج مثل هذه الوثائق:
- الجزائر: كان يتم إصدار تصاريح تركية بشكل مؤقت لبعض السفن من جهة داي الجزائر.
- بريطانيا[3][4]
- إسبانيا
- الولايات المتحدة الأمريكية[5]

بدأت الولايات المتحدة في إصدار تصاريح عبور البحر المتوسط بدءًا من الخامس من سبتمبر عام 1795، ووقعت معاهدة مع داي بالجزائر
واستمرت في العمل بها حتى منتصف القرن التاسع عشر.

## الخلفية
كان البحر المتوسط خاضعًا لسيطرة الدول الإسلامية الموجودة في شمال أفريقيا على الساحل البربري (طرابلس والجزائر والمغرب وتونس) من خلال القرصنة لمدة 300 عام. أما الرهائن، فكان يتم ردهم مقابل فدية أو بيعهم كـعبيد. ومع مرور الوقت، وجدت معظم الدول أنه سيكون من الأنسب دفع مبلغ سنوي كـجزية إلى السلاطين البرابرة مقابل العبور الآمن لسفن تلك الدول في البحر المتوسط.
وبعد الثورة الأمريكية، لم تعد أمريكا تحت حماية معاهدات الجزية البريطانية، مما أدى إلى عرقلة التجارة الأمريكية في البحر المتوسط. ونظرًا لعدم امتلاك الولايات المتحدة لأسطول قوي، قررت الولايات المتحدة الدخول في معاهدات الجزية مع دول البربر، مثل معاهدة طرابلس التي وقعتها عام 1796. وكانت هذه المعاهدة تستلزم إصدار تصاريح عبور للسفن لمدة ثمانية عشر شهرًا.